# Vaccino anti-malaria
Il vaccino anti-malaria, chiamato anche vaccino contro la malaria o vaccino antimalarico, è un vaccino che viene utilizzato per prevenire la malaria.
L'unico vaccino approvato dall'OMS, a partire dall'ottobre 2021, è il RTS,S conosciuto con il nome commerciale di Mosquirix.
Un altro vaccino ancora in fase di sviluppo è il R21/Matrix-M, che ha registrato un tasso di efficacia del 77%, mostrando negli studi un livello di anticorpi significativamente più alto rispetto al vaccino RTS,S. Questo è il primo vaccino che ha registrato un'efficacia di almeno il 75%.

## Contesto e antefatti
I primi tentativi di vaccinazione contro la malaria furono effettuati nel 1948. Tuttavia, non esisteva alcun metodo affidabile per contare i plasmodi e gli effetti collaterali erano molteplici. Dal 1967 in poi, sono stati utilizzati sporozoiti che erano stati precedentemente isolati dalle ghiandole salivari delle zanzare infette.
Negli anni '90 è stato studiato il vaccino peptidico SPf66 (Serum Plasmodium falciparum versione 66), che conteneva la proteina circumsporozoite (CSP) e la proteina MSP-1 come antigeni. Nei successivi studi clinici ha mostrato un'efficacia molto bassa e insoddisfacente.